# 2hollis
2hollis (* 5. Januar 2004 in Chicago; bürgerlich Hollis Frazier-Herndon) ist ein US-amerikanischer Sänger, Rapper und Musikproduzent.

## Leben und Karriere
Erste Aufmerksamkeit erlangte er mit seinem 2022 erschienenen Album White Tiger. Sein Song Poster Boy aus dem Jahr 2023 wurde in den Soundtrack des Videospiels EA Sports FC 24 aufgenommen. Im Jahr 2024 gewann er durch die Veröffentlichung von Singles wie crush und jeans sowie durch sein drittes Studioalbum boy weiter an Bekanntheit.
2024 wurde bekannt gegeben, dass er als Voract auf Ken Carsons The Chaos Tour auftritt. Im Anschluss an die Tour kündigte 2hollis seine erste eigene Nordamerika-Tour mit dem Titel Leg One an.
Im Jahr 2025 wurde 2hollis von der amerikanischen Publikation Ones to Watch als einer von 26 Künstlern genannt, die man im Jahr 2025 im Auge behalten sollte – neben Acts wie Addison Rae, Katseye und Mk.gee.

## Diskografie

### Alben
- 2022: White Tiger
- 2024: Boy
- 2025: Star, Polydor/Interscope Records[2]

### EPs
- 2020: Game World
- 2020: Tree
- 2021: Meta
- 2022: As Within, So Without
- 2022: Lost Files